# Caisa
| Caisa                      |
| -------------------------- |
|                            |
| Klassifikation             |
| Idiophon, Schlaginstrument |

Die Caisa ist eine konvexe Steel Pan, die mit den Händen oder mit Schlägeln gespielt wird. Sie wurde bis Ende 2015 von Bill Brown produziert, ab 2016 wurde die Produktion in Dortmund an André Krause und Michael Pabst übergeben.
Der Name Caisa geht zurück auf den Begeisterungsruf „Caiso!“, der zur Karnevalszeit in Trinidad gerufen wird, wenn ein Calypso besonders gut gelungen ist und auch zu einem Synonym für den Calypso geworden ist.

## Beschreibung
In das nach oben gewölbte Oberteil der Caisa sind 9 bis 12 Tonfelder von Hand eingehämmert. Es besteht aus Stahlblech, hat einen Durchmesser von 58 bis 61 cm, wiegt 4 kg und ist je nach Stimmung zwischen 13 und 20 cm hoch.
Das Unterteil ist eine Metallbodenplatte, die mit dem Oberteil durch eine spezielle Schraubverbindung montiert ist. Sie hat einen Durchmesser von 45 cm und wiegt 2 kg. In der Mitte der Bodenplatte befindet sich ein 10-mm-Gewinde, in das ein hölzerner Fuß eingeschraubt werden kann. Drei weitere Löcher in der Bodenplatte dienen dazu, die Caisa auf einem Ständer aufzustellen.
Mit angeschraubtem Fuß hat das Instrument von der Seite gesehen die Form eines Pilzes.

## Stimmungen
Die Mehrzahl der angebotenen Stimmungen der Caisa ist pentatonisch. Das Tonfeld in der Mitte (oder eines derjenigen in der Mitte) ist mit Abstand der tiefste Ton.
| Name                    | Ton in der Mitte | Weitere Töne                                                      |
| ----------------------- | ---------------- | ----------------------------------------------------------------- |
| C Pentatonik            | G                | A, C’, D’, E’, G’, A’, C", D", E" (10 Töne)                       |
| E Pentatonik            | E                | H, C#’, E’, F#’, G#’, H’, C#", E", F#" (10 Töne)                  |
| F Pentatonik            | F                | A, C’, D’, F’, G’, A’, C", D", F" (10 Töne)                       |
| C-Moll Pentatonik       | G                | C’, D’, Eb’ (D#’), G’, Ab’ (G#’), C", D", Eb" (D#"), G" (10 Töne) |
| D Moll Pentatonik       | D                | A, Bb, D’, E’, F’, A’, Bb’, D" (9 Töne)                           |
| A Moll                  | E                | H , C’ , E’ , F’ , A’ , H’ , C" , E" (9 Töne)                     |
| Balinese                | F                | A, Bb (A#), C’, E’, F’, A’, Bb’ (A#’), C", E" (10 Töne)           |
| Orient (früher turkish) | G                | C’, Db’ (C#’), E’, F’, G’, Ab’ (G#’), B’ (H’), C", D", (10 Töne)  |
| D-Pentatonik            | D                | A, H, D’, E’, F#’, A’, H’, D" (9 Töne)                            |
| Caisa Cosma (F Dur)     | D                | a, bb, c’, d’, e’, f’, g’, a’ (9 Töne)                            |

## Spielweise
Das Instrument kann entweder mit dem Fuß zwischen den Beinen auf dem Schoß gespielt werden oder auf den hölzernen Fuß oder einen Ständer gestellt werden. Die Caisa kann einerseits ähnlich wie das Hang mit den Händen gespielt werden. Andererseits kann es mit Schlägeln gespielt werden. Dabei wird der Klang obertonreicher und greller, ähnlich dem herkömmlicher Steel Pans.